# Erdgas Werfertage 2008
Erdgas Werfertage 2008 – zawody lekkoatletyczne, rozegrane 24 i 25 maja w niemieckim Halle.
Zwyciężczyni konkursu rzutu dyskiem Rosjanka Darja Piszczalnikowa została zdyskwalifikowana za doping, jej zwycięstwo oraz rezultat (63,98) zostały anulowane.

## Rezultaty

### Seniorzy

#### Mężczyźni
| Konkurencja:   | 1. miejsce        | Wynik | 2. miejsce        | Wynik | 3. miejsce         | Wynik |
| Pchnięcie kulą | Justin Anlezark   | 20,29 | Ralf Bartels      | 20,07 | Māris Urtāns       | 19,73 |
| Rzut dyskiem   | Robert Harting    | 67,63 | Piotr Małachowski | 66,65 | Michael Möllenbeck | 63,72 |
| Rzut młotem    | Markus Esser      | 76,50 | Jens Rautenkranz  | 76,29 | Igors Sokolovs     | 74,85 |
| Rzut oszczepem | Matthias de Zordo | 82,51 | Jarrod Bannister  | 81,76 | Igor Janik         | 78,15 |

#### Kobiety
| Konkurencja:   | 1. miejsce          | Wynik | 2. miejsce         | Wynik | 3. miejsce         | Wynik |
| Pchnięcie kulą | Christina Schwanitz | 19,23 | Denise Hinrichs    | 19,07 | Josephine Terlecki | 17,52 |
| Rzut dyskiem   | Nicoleta Grasu      | 63,06 | Joanna Wiśniewska  | 62,32 | Wioletta Potępa    | 61,86 |
| Rzut młotem    | Betty Heidler       | 72,73 | Kamila Skolimowska | 70,75 | Kathrin Klaas      | 69,85 |
| Rzut oszczepem | Christina Obergföll | 63,86 | Monica Stoian      | 61,97 | Katharina Molitor  | 61,74 |

### Młodzieżowcy (U-23)

#### Mężczyźni
| Konkurencja:   | 1. miejsce            | Wynik | 2. miejsce   | Wynik | 3. miejsce          | Wynik |
| Pchnięcie kulą | Candy Bauer           | 18,70 | Martin Beyer | 17,62 | David Storl         | 17,46 |
| Rzut dyskiem   | Martin Wierig         | 62,05 | Gordon Wolf  | 59,59 | Markus Münch        | 59,58 |
| Rzut młotem    | Siergiej Litwinow     | 71,43 | Sven Möhsner | 69,74 | Alexander Ziegler   | 67,84 |
| Rzut oszczepem | Vinzenz Taufratshofer | 71,47 | Thomas Smet  | 70,94 | Maximilian Buchholz | 68,88 |

#### Kobiety
| Konkurencja:   | 1. miejsce          | Wynik | 2. miejsce           | Wynik | 3. miejsce            | Wynik |
| Pchnięcie kulą | Sophie Kleeberg     | 16,89 | Catherine Timmermans | 15,79 | Samira Burkhardt      | 15,58 |
| Rzut dyskiem   | Sofia Larsson       | 55,99 | Julia Fischer        | 52,38 | Anna-Katharina Weller | 51,41 |
| Rzut młotem    | Kateřina Šafránková | 65,03 | Gabi Wolfarth        | 62,14 | Annika Hjelm          | 60,26 |
| Rzut oszczepem | Melissa Dupre       | 53,91 | Janina Klingel       | 47,09 | Brigitte Gelli        | 45,74 |

### Juniorzy (U-20)

#### Mężczyźni
| Konkurencja:           | 1. miejsce        | Wynik | 2. miejsce       | Wynik | 3. miejsce       | Wynik |
| Pchnięcie kulą (6 kg)  | Simon Gustafsson  | 19,55 | Hendrik Müller   | 19,00 | David Storl      | 18,98 |
| Rzut dyskiem (1,75 kg) | Mykyta Nesterenko | 70,13 | Brett Morse      | 60,46 | Gordon Wolf      | 59,87 |
| Rzut młotem (6 kg)     | Richard Olbrich   | 74,67 | Markus Johansson | 73,17 | Eivind Henriksen | 71,86 |
| Rzut oszczepem         | Franz Burghagen   | 71,05 | Maik Dolch       | 69,15 | Jakub Vadlejch   | 68,83 |

#### Kobiety
| Konkurencja:   | 1. miejsce    | Wynik | 2. miejsce            | Wynik | 3. miejsce         | Wynik |
| Pchnięcie kulą | Lina Berends  | 15,62 | Samira Burkhardt      | 15,60 | Sophie Kleeberg    | 15,35 |
| Rzut dyskiem   | Julia Fischer | 55,92 | Anna-Katharina Weller | 54,33 | Daniela Fink       | 51,12 |
| Rzut młotem    | Gabi Wolfarth | 62,26 | Kateřina Šafránková   | 61,33 | Sophie Hitchon     | 60,73 |
| Rzut oszczepem | Anna Wessman  | 52,28 | Sarah Nöh             | 50,04 | Ina Cathrin Kartum | 48,19 |

### Juniorzy młodsi (U-18)

#### Mężczyźni
| Konkurencja:           | 1. miejsce        | Wynik | 2. miejsce        | Wynik | 3. miejsce        | Wynik |
| Pchnięcie kulą (5 kg)  | Georg Burmeister  | 19,03 | Dennis Lewke      | 18,33 | Kai Grüner        | 18,08 |
| Rzut dyskiem (1,5 kg)  | Mykyta Nesterenko | 75,36 | Kai Grüner        | 63,19 | Michael Salzer    | 58,49 |
| Rzut młotem (5 kg)     | Maximilian Becker | 65,38 | Tristan Schwandke | 65,08 | Tobias Kuhn       | 63,81 |
| Rzut oszczepem (700 g) | Patrick Hess      | 72,85 | Adrian Richter    | 72,70 | Jannik Beushausen | 65,01 |

#### Kobiety
| Konkurencja:   | 1. miejsce             | Wynik | 2. miejsce            | Wynik | 3. miejsce      | Wynik |
| Pchnięcie kulą | Mara Dörner            | 15,05 | Anna-Magdalena Stengl | 14,05 | Laurine Normann | 13,86 |
| Rzut dyskiem   | Antje Bormann          | 46,33 | Mara Dörner           | 43,03 | Lena Urbaniak   | 42,93 |
| Rzut młotem    | Nicky van der Schilt   | 50,94 | Katja Vangsnes        | 50,73 | Sarah Lippold   | 49,97 |
| Rzut oszczepem | Adriana Haga Thomassen | 48,11 | Sarah Mayer           | 46,40 | Laura Henkel    | 45,42 |

## Rekordy
Podczas zawodów ustanowiono 2 krajowe rekordy w kategorii seniorów:
| Zawodnik          | Reprezentacja | Konkurencja  | Rezultat |
| ----------------- | ------------- | ------------ | -------- |
| Piotr Małachowski | Polska        | rzut dyskiem | 66,65    |
| Cecilia Nilsson   | Szwecja       | rzut młotem  | 69,09    |

Zwycięzca konkursu rzutu dyskiem (1,75 kg) juniorów – Ukrainiec Mykyta Nesterenko ustanowił wynikiem 70,13 m rekord świata juniorów w tej konkurencji.